# Veľká Ves
Veľká Ves (in ungherese Losoncnagyfalu) è un comune della Slovacchia facente parte del distretto di Poltár, nella regione di Banská Bystrica.